# Plebiscit nacional de Xile de 1988
El plebiscit nacional de Xile de 1988 va ser un referèndum dut a terme a Xile el dimecres 5 d'octubre de 1988, durant el Règim Militar. En aplicació de les disposicions transitòries (27 a 29) de la Constitució Política de Xile de 1980, aquest plebiscit es va dur a terme per a decidir si Augusto Pinochet seguia o no en el poder fins a l'11 de març de 1997.
L'univers electoral habilitat per a votar llavors va ascendir a 7.435.913 persones.Del total dels vots vàlids, el resultat va ser de 44,01% pel «Sí» i de 55,99% pel «No»; del total de vots escrutats, el «Sí» va obtenir el 43,01% i el «No», el 54,71%.
D'acord amb les disposicions transitòries de la Constitució, el triomf del «No» va implicar la convocatòria per a 1989 d'eleccions democràtiques conjuntes de president i parlamentaris, que van conduir tant a la fi de la dictadura com al començament del període anomenat transició a la democràcia.

## L'origen del plebiscit

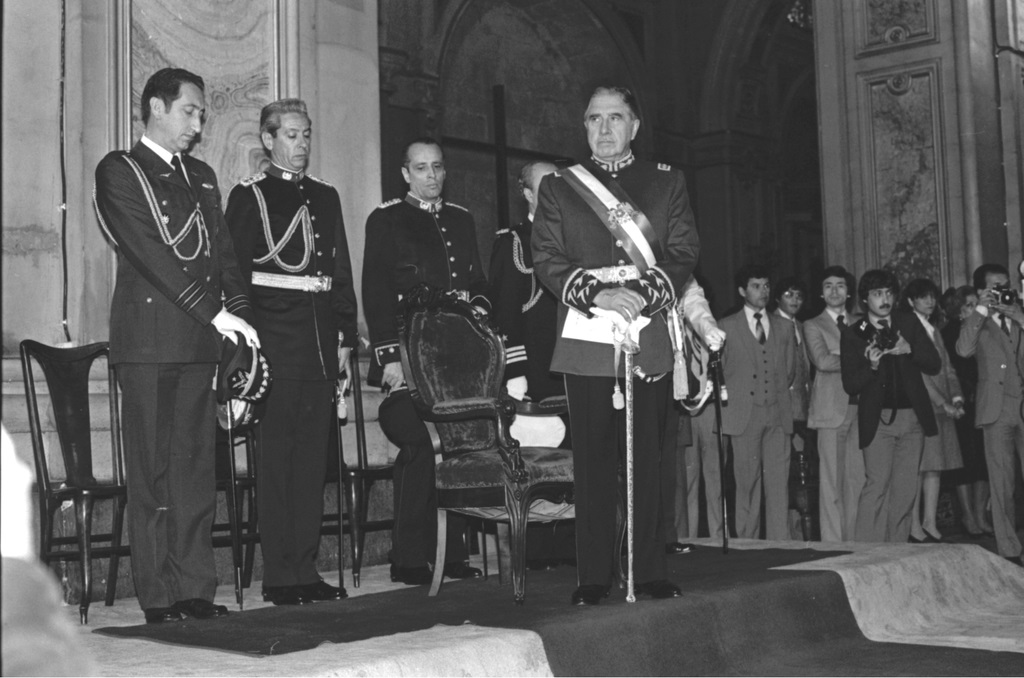
Augusto Pinochet Ugarte, 1986

La Constitució Política de Xile de 1980 va establir un període transitori, que s'estenia des de la seva entrada en vigència, l'11 de març de 1981, fins a la finalització del mandat presidencial d'Augusto Pinochet de vuit anys, establert nominativament per ella (disposició transitòria 14a).
En conformitat al text constitucional, amb almenys 90 dies d'anticipació a la data en què havia de cessar en el seu càrrec, és a dir, l'11 de març de 1989, els comandants en cap de les Forces Armades i el general director de Carabineros, o a manca d'unanimitat d'ells el Consell de Seguretat Nacional integrat a més pel contralor general de la República, havien de proposar al país una persona per a ocupar el càrrec de president de la República durant el període següent, subjecte a la ratificació de la ciutadania mitjançant un plebiscit (disposició transitòria 27a).
Els efectes del resultat de l'esmentat plebiscit serien els següents:
- Si guanyava l'opció «Sí», és a dir, s'aprovava el candidat proposat, el president així electe assumiria el càrrec l'11 de març de 1989, mateix dia en què havia de cessar l'anterior, i per un període de vuit anys (fins a l'11 de març de 1997), entrant en plena vigència les normes permanents de la Constitució, excepte en el següent: nou mesos després s'havia de convocar a eleccions generals de senadors i diputats i, mentrestant, la Junta de Govern seguiria exercint la funció legislativa, fins a la instal·lació del Congrés Nacional. Aquesta es realitzaria tres mesos després de la convocatòria a eleccions parlamentàries.

- Si guanyava l'opció «No», és a dir, no s'aprovava el candidat proposat, el període presidencial d'Augusto Pinochet es prorrogaria per un any més, fins a l'11 de març de 1990, de la mateixa manera que les funcions de la Junta de Govern, i vençut aquest termini tindrien plena vigència les normes permanents de la Constitució. Per a aquests efectes, 90 dies abans de l'expiració de la pròrroga del mandat presidencial, s'havia de convocar a elecció de president de la República i de parlamentaris.

## Cap al plebiscit

### El Tribunal Qualificador d'Eleccions
Durant l'any 1985 se suscita un important debat sobre les condicions en què es realitzaria el plebiscit d'aprovació o rebuig del candidat que es proposaria com a President per al període 1989-1997, d'acord amb la disposició transitòria 27a de la Constitució.
De la lletra de la norma transitòria 11a resulta que la consulta plebiscitària podria efectuar-se abans que entrés en funcionament el Tribunal Qualificador d'Eleccions, establert en les normes permanents del text constitucional, ja que el plebiscit havia de realitzar-se abans de la primera elecció parlamentària. Això implicava que aquest tribunal, aparentment, no estava cridat a controlar el referèndum i, eventualment, hauria de crear-se un òrgan governamental ad hoc per a la seva qualificació. Basant-se en aquesta lectura, el projecte de llei orgànica constitucional sobre el Tribunal Qualificador d'Eleccions, sotmès al Tribunal Constitucional per la Junta de Govern establia en l'article final que
i en l'article 1r transitori que
No obstant això, el Tribunal Constitucional pronunciant-se sobre el dit projecte en la sentència Rol n.33 Arxivat 2004-11-29 a Wayback Machine., de 24 de setembre de 1985, per quatre vots contra tres, va estimar que aquestes normes eren inconstitucionals, i per tant, havien de ser eliminades del projecte de llei, ja que només una interpretació literal, i amb prescindència de la resta de les disposicions de la Carta Fonamental, conduiria a pensar que «l'article 84 de la Constitució i les normes legals que el complementen entraran a regir, sense excepcions ni limitacions de cap mena, en la data que assenyali la llei orgànica constitucional respectiva, amb motiu de la primera elecció de diputats i senadors» (considerant 8è), i que aquesta «rígida interpretació del text constitucional resulta inadmissible, perquè ella està en pugna o contradiu l'article permanent i les disposicions transitòries de la Carta Fonamental» que a continuació s'assenyalen (considerant 9è):
a) l'article 18, que estableix el sistema electoral públic;
b) la disposició transitòria 27a, incís final, que disposa la realització d'un plebiscit perquè la ciutadania es pronunciï sobre la proposició de la persona que exercirà el càrrec de President de la República, en el pròxim període presidencial;
c) les disposicions transitòries 18a, lletra A), i 21a, lletra d), en establir que, durant el període a què es refereix la 13a disposició transitòria i fins que entrin en funcions el Senat i la Cambra de Diputats, les reformes constitucionals que s'acordin només tindran eficàcia si són aprovades per un plebiscit.
Per tant, aquest projecte de llei, sense incloure els preceptes declarats inconstitucionals, es va convertir en la llei 18460, Orgànica Constitucional del Tribunal Qualificador d'Eleccions, de 15 de novembre de 1985.
Finalment, mitjançant la llei 18604, de 23 de març de 1987, es va agregar a la llei del Tribunal Qualificador d'Eleccions el següent article final: 
La llei orgànica constitucional de partits polítics es va publicar aquest mateix dia.

### El Servei Electoral i les inscripcions
Per a regular les matèries relatives a l'organització i el funcionament del Servei Electoral i inscripcions electorals, l'1 d'octubre de 1986 es va promulgar la llei 18556, Orgànica Constitucional sobre sistema d'inscripcions electorals i Servei Electoral. El seu article 1r transitori va disposar que:
L'esmentada llei va permetre que s'obrissin els registres electorals el dimecres 25 de febrer de 1987, per primera vegada des del dilluns 19 de novembre de 1973, quan la Junta de Govern va decretar la caducitat i la inutilització dels registres. Van poder inscriure's en els registres electorals els homes i les dones majors de 18 anys i els estrangers residents. La primera inscripció en la comuna de Santiago va correspondre a Augusto Pinochet.
La gran inscripció d'electors que es va produir, propera al 91% del total de persones habilitades per a fer-ho, va fer témer tant al Govern com a l'oposició. Mentre l'oficialisme va començar a témer una massiva inscripció d'opositors al règim, l'oposició va pensar en una possible doble inscripció per sabotejar el resultat del plebiscit.
Un altre cos normatiu substancial per a l'establiment del sistema electoral públic prescrit per la Constitució va ser la llei 18700, Orgànica Constitucional sobre Votacions Populars i Escrutinis, del 6 de maig de 1988. Aquesta norma va regular, en les disposicions transitòries, alguns aspectes pràctics de la convocatòria, campanya i votació en el plebiscit.

### Els partits polìtics
D'acord amb la norma transitòria 10a de la Constitució de 1980, fins que no entrés en vigència la llei orgànica constitucional de partits polítics, estava «prohibit executar o promoure tota activitat, acció o gestió d'índole político-partidista, sigui per persones naturals o jurídiques, organitzacions, entitats o agrupacions de persones. Els que infringeixin aquesta prohibició incorreran en les sancions previstes en la llei».
La tramitació d'aquest projecte de llei va ser complexa i prolongada, iniciant-se en 1983 i acabant el 1987, després del pronunciament del Tribunal Constitucional. Aquest projecte finalment es va transformar en la llei 18603, Orgànica Constitucional dels Partits Polítics, de 23 de març de 1987, que va entrar en vigència deu dies després de la seva publicació al Diari Oficial. A partir d'aquesta data, van poder constituir-se legalment els partits polítics.
Dins dels diversos grups i corrents polítics existents en l'època es van iniciar intensos debats al voltant de la conveniència o inconveniència d'incorporar-se al sistema de la llei 18603 i la transformació en associacions polítiques formals. No obstant això, en definitiva la majoria va decidir convertir-se formalment en partit al cap de poc.

### La proposició del candidat
Cap a 1986, el general Pinochet va manifestar, de forma cada vegada més evident, la seva decisió de ser proposat com a candidat per al plebiscit. En aquesta línia, el divendres 11 de juliol del mateix any va declarar que «ningú pot desconèixer el dret del Govern a projectar-se més enllà de 1989». Un parell de mesos després, el 7 de setembre, seria víctima d'un intent d'assassinat per part del Frente Patriótico Manuel Rodríguez (FPMR), en el camí al Cajón del Maipo, on resulta il·lès i moren cinc dels seus guardaespatlles.
El dimarts 7 de juliol de 1987, amb el propòsit de guanyar el plebiscit, va designar com a Ministre de l'Interior a Sergio Fernández, a qui s'atribuïa en part l'èxit en el plebiscit de 1980, en què es va ratificar la Constitució Política.
A l'any següent, el dimarts 12 de juliol de 1988, els Comandants en Cap de les Forces Armades i el General Director de Carabineros es van reunir per a establir les formalitats i mesures de publicitat necessàries, d'acord amb la disposició transitòria 27a, per triar el candidat per al plebiscit. L'acord va ser el següent: el país sabria set dies abans la data i lloc on ells es reunirien per a realitzar aquesta designació.
Pocs dies després, el dimarts 26 de juliol, els partits polítics d'oposició van denunciar que «a mesura que s'ha acostat la data del plebiscit i que el general Pinochet ha començat a actuar de facto com el candidat que els suprems comandaments militars haurien de designar, un grup significatiu d'oficials, gairebé tots de l'Exèrcit, ha començat a realitzar obertament una ostensible activitat electoral a favor del SI».
Dins dels grups que donaven suport al govern es van generar importants qüestions i discussions internes, ja que alguns estimaven que el candidat hauria de ser un civil. Finalment, el dimarts 30 d'agost, d'acord amb el procediment abans assenyalat, els Comandants en Cap de les Forces Armades i el General Director de Carabineros van propossar com el seu candidat a Augusto Pinochet.
Pinochet va acceptar en la mateixa reunió la nominació i va pronunciar un discurs de 25 minuts, referint-se al motiu i abast de la decisió acordada. El plebiscit va ser convocat per al dia 5 d'octubre de 1988.
La candidatura de Pinochet, és a dir, l'alternativa «Sí» en el plebiscit, va ser recolzada pels partits de l'actual Alianza (Unión Demócrata Independiente i Renovación Nacional) i per altres partits, com el Partido Nacional, el Partido Liberal Demócrata de Chile, Democracia Radical, Avanzada Nacional, Partido Democrático de Chile i el Partido del Sur.

### L'oposició
Malgrat el rebuig inicial al plantejat per la Constitució, a causa del debat sobre la seva legitimitat o il·legitimitat, l'oposició al govern va acceptar participar en el procés.
El dimarts 2 de febrer de 1988, tretze organitzacions opositores van acordar votar «No» en el plebiscit i a crear unes «condicions mínimes suficients de netedat que evitin desqualificar-lo». Així es creava la Concentración de Partidos por el No (Concertació de Partits pel No), antecedent directe de la Concentración de Partidos por la Democracia (Concertació de Partits per la Democràcia).
El dimecres 31 d'agost del mateix any, després de conèixer-se la nominació de Pinochet, disset partits polítics (Democracia Cristiana, MAPU, MAPU-OC, PADENA, Partido Humanista, Izquierda Cristiana, Partido Liberal, Los Verdes, Partido Radical, Radical Socialista Democrático, Socialdemocracia, Socialista-Almeyda, Socialista-Núñez, Socialista Histórico, Socialista Mandujano, USOPO i Partido por la Democracia) van expressar en el document Principis bàsics d'institucionalitat democràtica que «el triomf del NO al plebiscit serà el punt de partida d'un procés que permetrà reconstruir en Xile un veritable règim democràtic».

## Els partits i els moviments

### Partits i moviments pel «Sí»
- Avanzada Nacional (AN)
- Democracia Radical (DR)
- Gran Frente Cívico de Chile[6]
- Partido del Sur (SUR)
- Partido Democrático de Chile (PADECH)
- Partido Liberal Demócrata de Chile (PLD)
- Partido Nacional (PN)
- Partido Socialdemócrata (PSD)
- Renovación Nacional (RN)
- Unión Demócrata Independiente (UDI)

### Partits i moviments pel «No»
- Izquierda Cristiana (IC)
- Movimiento de Acción Popular Unitaria (MAPU)
- MAPU Obrero Campesino (MAPU-OC)
- Movimiento de Izquierda Revolucionaria (MIR)
- Partido Comunista de Chile (PCCh)
- Partido Demócrata Cristiano (PDC)
- Partido Democrático Nacional (PADENA)
- Partido Humanista de Chile (PH)
- Partido Liberal (PL)
- Partido Los Verdes (PLV)
- Partido Nacional por el NO
- Partido por la Democracia (PPD)
- Partido Radical (PR)
- Partido Radical Socialista Democrático (PRSD, Facción Sule/Luengo)
- Partido Social Democracia de Chile (SDCH)
- Partido Socialista-Almeyda
- Partido Socialista Histórico
- Partido Socialista-Mandujano
- Partido Socialista-Núñez
- Unión Socialista Popular (USOPO)

### Partits pel vot nul
- Partido Socialista Chileno (PSCH)[7]

## La campanya
Per primera vegada en la història de Xile, es van realitzar franges televisives per a ambdues posicions polítiques. A un mes del referèndum, el dilluns 5 de setembre a les 23.00 h, van aparèixer els primers espots, de 15 minuts cadascun. Aquesta franja televisiva va ser emesa fins al 30 de setembre.
Al cap de poc, es va notar la superioritat tècnica de la franja del «No». La franja de l'oposició superava en tots els aspectes a la del«Sí», tot i que la inversió i planificació d'aquesta última va ser molt més gran, en ser encarregada primer a membres de les Forces Armades, i més tard a publicistes argentins :

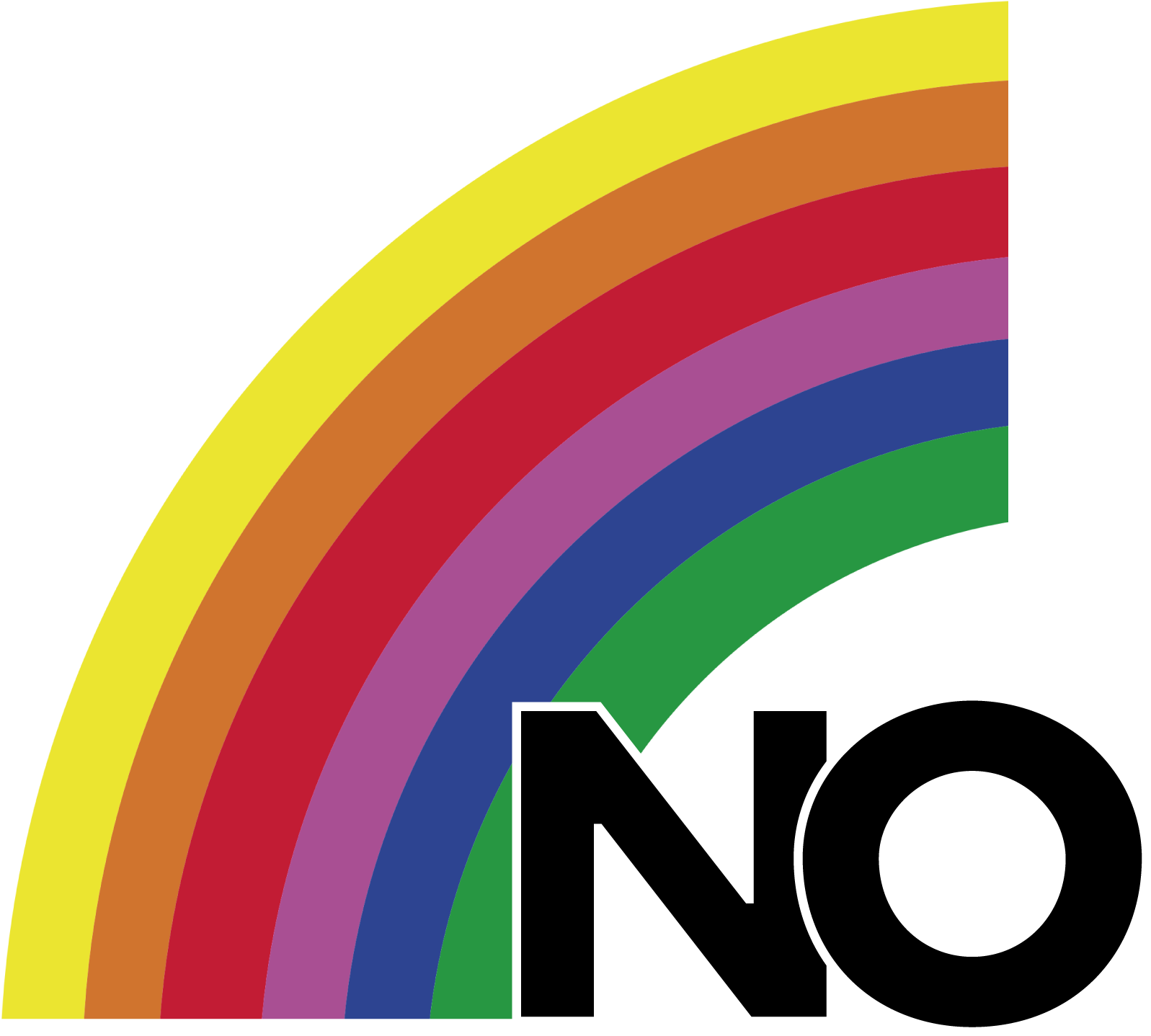
El logotip de la Concertación de Partidos por el No portava l'arc de sant Martí, principal símbol de l'oposició al Règim Militar xilè

El logotip de la Concertació era un arc de sant Martí, que buscava simbolitzar la unió de tots en l'espectre polític opositor (taronja per als humanistes, verd per als socialdemòcrates i ecologistes, vermell per als socialistes, blau per als democristians, groc per als demòcrates) i el desig d'un futur millor. Tot i que la campanya, realitzada per publicistes xilens i estatunidencs, presentava crus relats de les violacions dels drets humans, tenia així mateix característiques positives, tractant de ressaltar el fet que el triomf del «No» no implicaria necessàriament un govern socialista, com el de Salvador Allende, i que la mateixa oposició era plural (emprant per a això personalitats de dretes). Per a això, es va compondre un popular jingle, «Chile, la alegría ya viene» (Xile, l'alegria ja ve), i es va comptar amb la col·laboració de múltiples estrelles xilenes i internacionals, com Florcita Motuda (que va compondre dues cançons, «Nadie lo puede ver» (Ningú ho pot veure) i «El Vals del No» (El Vals del No)), Jane Fonda, Christopher Reeve o Sting. Encapçalant l'espai del «No» estava, el fins llavors apartat de la professió, el periodista i presentador Patricio Bañados. No obstant això, la franja del «No» va ser censurada el 12 de setembre, quan el Consell Nacional de Televisió va prohibir emetre extractes d'una entrevista al jutge René García Villegas, en els quals denunciava tortures i realitzava acusacions en contra de la Central Nacional de Informaciones.

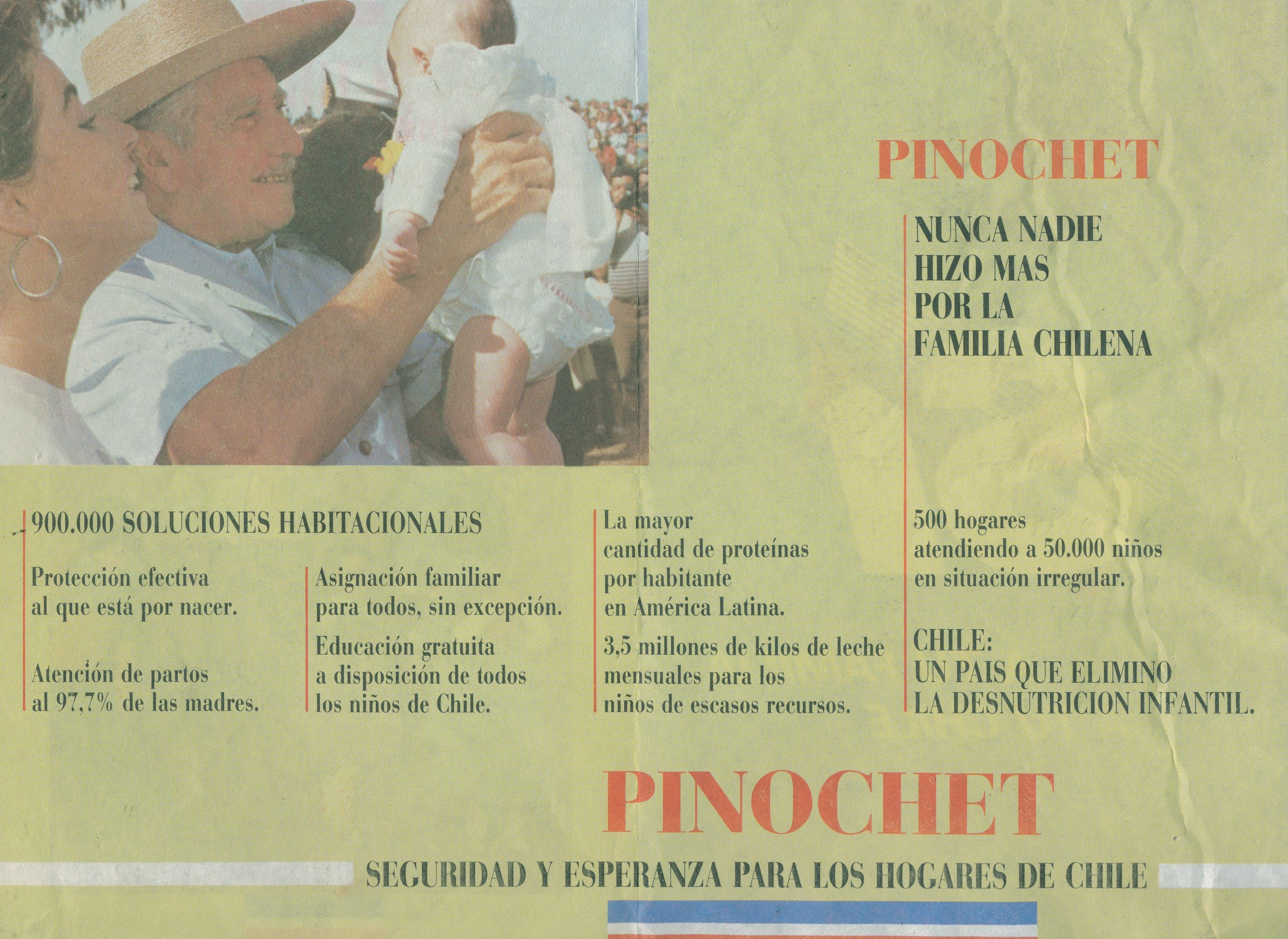
Pamflet de suport a l'opció «Sí»

D'altra banda, el «Sí» plantejava d'una banda una estratègia centrada a ressaltar la crisi ocorreguda durant el govern de la Unidad Popular i sembrar la por en els votants recordant aquest període històric, alhora que tractava de mostrar un rostre democràtic i amable del general Pinochet, que era vist com un militar rígid i sever. Amb jingles i cançons alegres, com «Ahora sí que sí!» (Ara sí que sí!), es mostraven a alguns dels músics i personalitats famoses més importants de la dècada de 1980, a més de ressaltar els progressos econòmics ocorreguts durant el govern de Pinochet. Aquesta campanya va tenir també un fort tint patriòtic, amb himnes dedicats al general, que fregaven la línia del culte a la personalitat en algunes ocasions. Tot i això, no va aconseguir en absolut superar a la campanya del «No», pel que va haver de recórrer a criticar els propis continguts de la franja de manera desesperada (per exemple, acusant als assenyalats com a víctimes de les polítiques del règim militar de ser simples actors, o parodiant les imatges de manera barroera). Dins de la campanya del «Sí», a part dels rostres polítics de dreta, van fer part de la franja televisiva els cantants Marcelo Hernández (el tío Marcelo de Cachureos), Willy Bascuñán, Patricia Maldonado i Benjamí Mackenna; el presentador de televisió Jorge Rencoret, i els esportistes Patricio Cornejo, Hans Gildemeister i Elías Figueroa.
Els polítics també van mobilitzar a les masses; el dijous 22 de setembre el «No» va iniciar la «Marxa de l'alegria», que va finalitzar al cap de 10 dies amb centenars de milers de persones en interrompudes manifestacions i concentracions, partint des d'Arica i Puerto Montt per convergir a Santiago. El «Sí», en tant, va respondre el diumenge 2 d'octubre, l'endemà de l'arribada de la marxa a Santiago. Amb aquests dos actes va acabar oficialment la campanya.

### Les enquestes
Segons una enquesta del CEP realitzada en aquesta època, entre les causes que van motivar a la majoria a votar «No» prevalien la mala situació econòmica (72%), més que els drets humans (57%), a causa del 20% de l'atur que va existir durant el Règim Militar, i la mala distribució dels ingressos, que explicaria el perquè es donessin aquests arguments enmig de l'aparent apogeu econòmic.
| Empresa             | Data                | Sí      | No      | Indecisos | Blanc/Nul |
| ------------------- | ------------------- | ------- | ------- | --------- | --------- |
| CED / FLACSO        | Juny-1987           | 12,4 %  | 47,3 %  | 40,3 %    | -         |
| CERC                | Novembre-1987       | 31,1 %  | 40,3 %  | 18,2 %    | -         |
| Gallup              | Desembre-1987       | 39,4 %  | 26,6 %  | 34 %      | -         |
| CEP / Adimark       | Juny-1988           | 37 %    | 41 %    | 22 %      | -         |
| FLACSO              | Juny-Juliol-1988    | 17,3 %  | 42,1 %  | 33 %      | 7,7 %     |
| CERC                | Agost-1988          | 30,8 %  | 40,6 %  | 22 %      | 8,4 %     |
| CIS                 | Agost-1988          | 20,1 %  | 43,4 %  | 33,6 %    | 3 %       |
| Univisión           | Setembre-1988       | 26 %    | 61 %    | -         | -         |
| CEP                 | Setembre-1988       | 27 %    | 45 %    | 23 %      | 5 %       |
| CEP / Adimark       | 3 d'octubre de 1988 | 32 %    | 52 %    | 16 %      | -         |
| CERC                | Octubre-1988        | 19,6 %  | 47 %    | 22 %      | -         |
| CIS                 | Octubre-1988        | 17,9 %  | 46,8 %  | 33,4 %    | -         |
| Gallup (predicció)  | Octubre-1988        | 47 %    | 42 %    | -         | -         |
| Gemines (predicció) | Octubre-1988        | 31 %    | 58,6 %  | -         | -         |
| PDI (predicció)     | Octubre-1988        | 53,25 % | 46,75 % | -         | -         |

## El 5 d'octubre
Els rumors d'un eventual boicot al plebiscit van començar a prendre força a causa d'una estranya apagada ocorreguda durant la nit del dimarts 4 d'octubre. Dies abans, els governs del Regne Unit i Estats Units van estar al corrent d'una possible suspensió del referèndum, on propers a Pinochet realitzarien actes violents per tal de generar un clima de violència que portés a suspendre la consulta. Aquests governs van contactar amb Pinochet, que va prometre reconèixer els resultats de la votació.

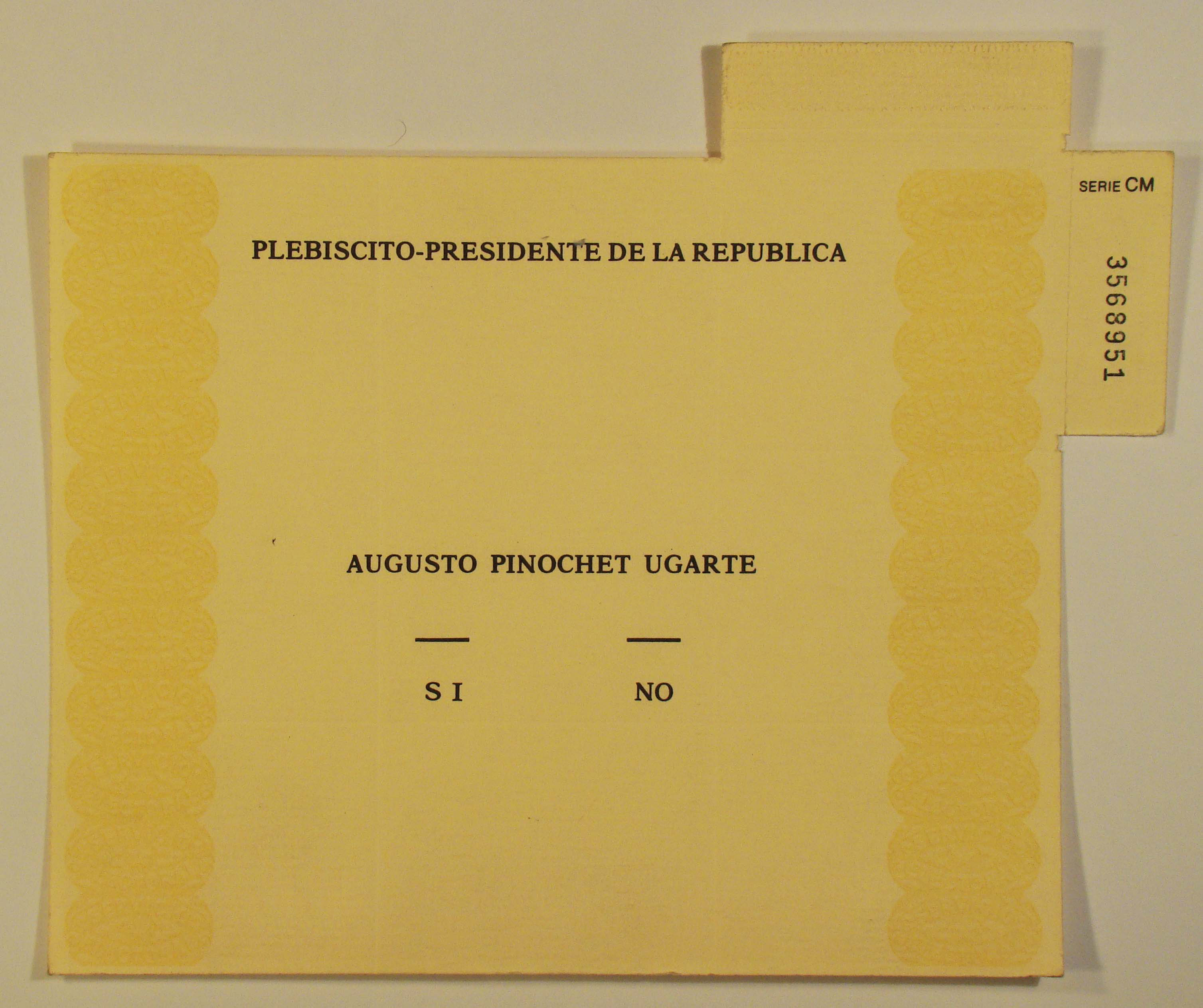
Vot utilitzat en el plebiscit

Durant el matí, una tensa calma predomina en les més de 22.000 meses electorals obertes al llarg del país, per a rebre els més de 7.435.913 votants. Pinochet va votar a la mesa ubicada a l'Institut Nacional a les 10.10 h. Deu minuts després, el subsecretari de l'Interior, Alberto Cardemil va lliurar el primer informe des de l'Edifici Diego Portales, on se situava el centre de còmputs del Govern: en aquesta hora estaven constituïdes 8.000 meses. Aquesta informació va començar a preocupar l'oposició, ja que els seus informes contenien xifres molt superiors al 40% de meses que havia informat Cardemil.
Una hora després, el Govern va informar que un 75% de meses obertes, i el Comando del No va respondre amb xifres superiors al 90%. A les 14.00 h, l'enquestadora Gallup va emetre un sondeig a boca d'urna, on el «Sí» obtenia un 46% i el «No» un 33,7% de les preferències.
Ja a la tarda, van començar a existir problemes en els centres de votació, en produir enormes aglomeracions que impedien entrar als locals per poder sufragar. La Concertació va pressionar el Govern perquè es realitzés una votació normal. La situació es va normalitzar a prop de les 15.00 h. Cap a les 16.00 h, la major part del país havia votat i va tornar a les seves cases esperant els còmputs i amb cert temor, pels rumors de possibles atacs terroristes de grups d'extrema esquerra o d'algun aixecament de les Forces Armades. A això cal afegir que la televisió va mostrar dibuixos animats durant gran part del dia, el que va augmentar la desinformació.
A les 16.30 h, el subsecretari Cardemil es va dirigir al Palacio de La Moneda per a informar Pinochet dels primers còmputs. Dues hores després, el Comité por las Elecciones Libres, proper a la Concertació i dirigit per Eduardo Frei Ruiz-Tagle, va informar que, sobre la base del 10% dels sufragis que han estat comptats, el «Sí» obtenia el 32% dels vots, enfront del 58% del «No».
No obstant això, a les 19.30 h, Cardemil va lliurar el primer informe oficial al país: el «Sí» obtenia un 58% enfront del 42% del «No», sobre un total de 72 meses escrutades. Els membres de la Concertació van començar a creure que els seus temors d'una eventual manipulació dels resultats s'estava fent realitat. La tardança en el lliurament de resultats va fer que el portaveu del Comando del No, Genaro Arriagada acusés el Govern de retenir les xifres.
Els Comandants en Cap de les Forces Armades i Carabineros van ser informats pels seus subalterns que el «No» estava derrotant el «Sí» a les meses, el que va obligar a aquests de demanar una reunió amb Pinochet, la qual ell va rebutjar.
A les 21.00 h, Arriagada va anunciar els còmputs que posseeia el seu comando: el «Sí» supera el 41%, mentre que el «No» obté el 58,7% dels vots.
Una hora després, el subsecretari Cardemil va lliurar un nou còmput, aquest cop sobre la base de 677 meses: «Sí», 51,3% i el «No», 46,5%, a més va anunciar que el següent còmput seria lliurat a les 23.15 h. En tant, el Comité por les Elecciones Libres va lliurar un nou informe, en el qual el «Sí» obté un 44,6% enfront del 55,2% de l'opció «No». Mentrestant, la División Comunicación Social (Dinacos) va rebre en aquesta mateixa hora l'ordre de clausurar immediatament qualsevol transmissió de ràdio o de televisió que convoqués una celebració per la victòria del «No».
A les 23.00 h, Cardemil es va reunir amb el general Pinochet, informant-lo que el «No» posseïa més del 53% dels vots fins a aquell moment, i que ja no podien remuntar. Al seu torn, Arriagada va lliurar un nou còmput, amb un 40,2% pel «Sí» i un 57,8% pel «No». Diverses persones de Renovación Nacional van parlar amb Cardemil, membre d'aquest partit, i li van informar que ells no estaven disposats a involucrar-se en un desconeixement dels resultats.
Sergio Onofre Jarpa, president de Renovació Nacional, havia de participar en un programa que analitzaria els resultats del plebiscit, al costat de Patricio Aylwin al Canal 13 a les 22.00 h, però la demora dels resultats va endarrerir el programa, que va començar finalment a la mitjanit. Jarpa, temorós d'enfrontar sense dades a Aylwin, que anava a lliurar les dades de l'oposició, va contactar amb Cardemil, dient-li: «Vosté no es prestarà per a ximpleria, no?» (referint-se a seguir retardant els còmputs). Cardemil el va informar que el «Sí» anava perdent, però que encara faltaven comptabilitzar els vots de les taules de les dones de Santiago. Jarpa va assumir llavors, que havien estat derrotats i es va dirigir al Canal 13 a donar aquesta informació, corroborada amb les dades que portava Aylwin. Van començar les celebracions dels partidaris del «No», mentre La Moneda era acordonada.
A les 00.18 h del dijous 6 d'octubre, Pinochet es va reunir amb els seus ministres i els va informar: «Senyors, el plebiscit s'ha perdut. Vull les seves renúncies immediatament. Això és tot». Una hora després, finalment es va reunir amb els membres de la Junta de Govern. En el seu pas cap al Palau de La Moneda, el Comandant en Cap de la Força Aèria de Xile, Fernando Matthei va dir als periodistes: «Tinc bastant clar que ha guanyat el No, però estem tranquils». Les declaracions del General Matthei van ser captades per Radio Cooperativa a la 01.03 h del dijous 6 d'octubre. En aquesta reunió, del ministre Sergio Fernández va conèixer la derrota i va expressar que l'alt percentatge obtingut era de qualsevol forma motiu d'orgull, al que el General de la Força Aèria li va respondre amb un irònic «I per què no portem xampany per a celebrar-ho?».
Segons el que consta en les memòries de Matthei («Matthei, mi testimonio», redactades per Patricia Arancibia Clavel i Isabel de la Massa Cave), Pinochet els hauria lliurat als membres de la Junta Militar de Govern un decret pel qual ell assumiria tot el poder per a no reconèixer els resultats del plebiscit. Això hauria enfurismat als membres de la Junta, especialment a Matthei, el qual afirma que va trencar l'acta amb les seves pròpies mans. «Després d'això, i sense insistir en l'acta, el president ens va informar que aniria a descansar per uns dies fora de Santiago i es va donar per acabada la reunió», va explicar Matthei en el referit llibre. En aquest moment, el cap de l'Estat Major va patir un infart a causa de l'acalorat enfrontament entre els caps militars. Després de la reunió, Pinochet va acceptar la situació i va ordenar publicar el tercer còmput. No obstant això, en una carta enviada per Matthei a El Mercurio i publicada el 10 de gener de 2012, aquest va afirmar que l'anterior no va passar, i que mai va existir la intenció de no respectar els resultats del plebiscit.

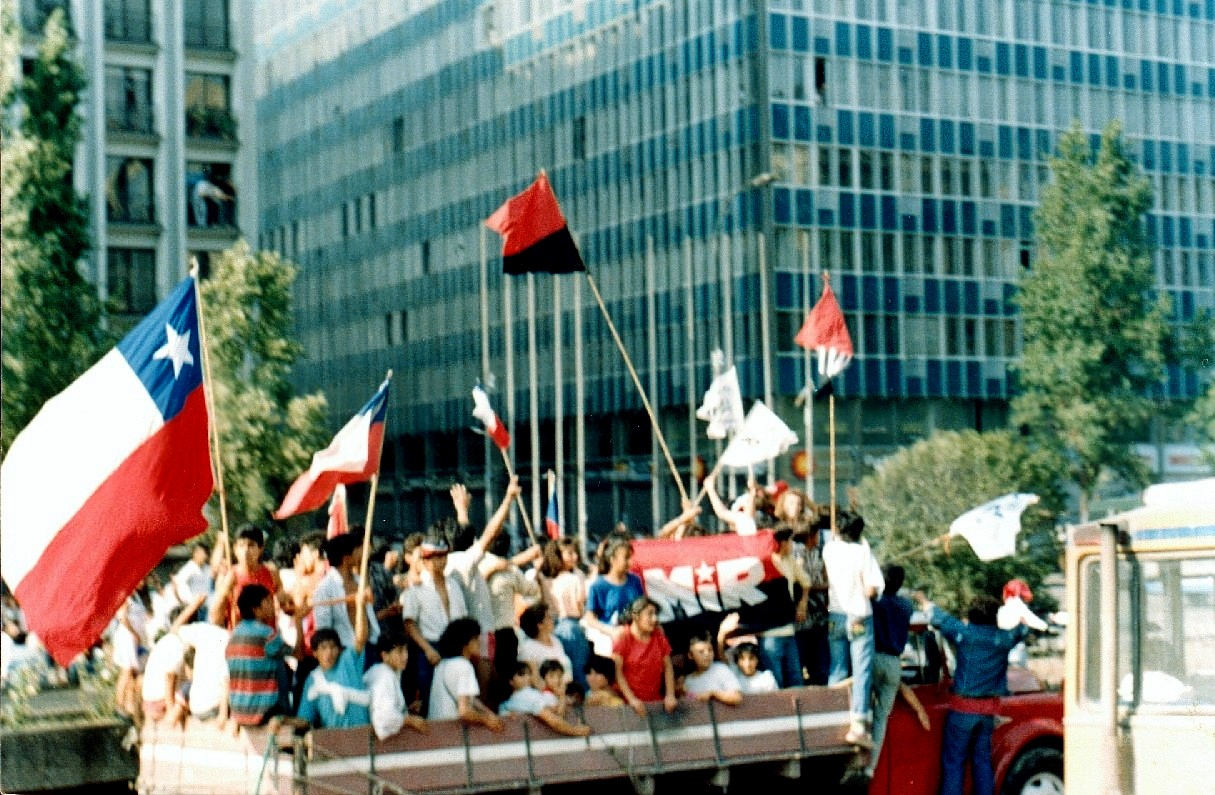
Manifestants celebrant l'endemà de la victòria del «No» en Alameda amb Ahumada, en Santiago

A la 2.00 h, el subsecretari Cardemil va aparèixer davant els mitjans i va anunciar els còmputs finals: el «Sí» va obtenir el 43% enfront del 54,7% del «No».
En el matí del dijous 6 d'octubre, milers de xilens van sortir als carrers per a celebrar la victòria del «No» en les seves respectives ciutats: en Santiago principalment en l'Alameda del Libertador Bernardo O'Higgins. Durant aquesta nit, Pinochet, vestit amb uniforme militar, va lliurar un missatge mitjançant la cadena nacional de televisió en què va reconèixer la victòria del «No» i que continuaria el procés traçat per la Constitució de 1980.

## Els resultats
Els resultats oficials, continguts en la sentència del Tribunal Qualificador d'Eleccions de Xile, van ser els següents:

### Resultats nacionals
| Resultats del plebiscit nacional de Xile de 1988 | Resultats del plebiscit nacional de Xile de 1988 | Resultats del plebiscit nacional de Xile de 1988 | Resultats del plebiscit nacional de Xile de 1988 | Resultats del plebiscit nacional de Xile de 1988 |
| Proposta (alternativa)                           | Vots                                             | % d'electors inscrits                            | % de vots escrutats                              | % de vots vàlids                                 |
| ------------------------------------------------ | ------------------------------------------------ | ------------------------------------------------ | ------------------------------------------------ | ------------------------------------------------ |
| «Sí»                                             | 3 119 110                                        | 41,94                                            | 43,01                                            | 44,01                                            |
| «No»                                             | 3 967 569                                        | 53,36                                            | 54,71                                            | 55,99                                            |
| Total de vots vàlids                             | 7 086 679                                        | 95,30                                            | 97,72                                            | 100                                              |
| Vots nuls                                        | 94 594                                           | 1,28                                             | 1,30                                             |                                                  |
| Vots en blanc                                    | 70 660                                           | 0,95                                             | 0,97                                             |                                                  |
| Total de vots escrutats                          | 7 251 933                                        | 97,53                                            | 100                                              |                                                  |
| Abstencions                                      | 183 980                                          | 2,47                                             |                                                  |                                                  |
| Electors inscrits                                | 7 435 913                                        | 100                                              |                                                  |                                                  |

### Resultats per regions
| Vots vàlids      |                                           |            |         |            |         |
| Regió            | Regió                                     | Opció «Sí» | %       | Opció «No» | %       |
| I                | Tarapacá                                  | 75 849     | 44,71 % | 93 800     | 55,29 % |
| II               | Antofagasta                               | 84 259     | 39,32 % | 130 052    | 60,68 % |
| III              | Atacama                                   | 49 400     | 43,84 % | 63 293     | 56,16 % |
| IV               | Coquimbo                                  | 114 250    | 46,02 % | 133 997    | 53,98 % |
| V                | Valparaíso                                | 324 058    | 42,69 % | 434 997    | 57,31 % |
| VI               | Libertador General Bernardo O'Higgins     | 164 430    | 44,08 % | 208 574    | 55,92 % |
| VII              | Maule                                     | 220 742    | 48,83 % | 231 348    | 51,17 % |
| VIII             | Bío-Bío                                   | 409 513    | 44,71 % | 506 513    | 55,29 % |
| IX               | Araucanía                                 | 220 090    | 54,05 % | 187 071    | 45,95 % |
| X                | Los Lagos                                 | 242 457    | 50,15 % | 240 984    | 49,85 % |
| XI               | Aysén del General Carlos Ibáñez del Campo | 19 238     | 49,99 % | 19 245     | 50,01 % |
| XII              | Magallanes y la Antártica Chilena         | 35 549     | 42,36 % | 48 372     | 57,64 % |
| RM               | Metropolitana de Santiago                 | 1 159 275  | 40,98 % | 1 669 333  | 59,02 % |
| Total: 7 086 689 | Total: 7 086 689                          | 3 119 110  | 44,01 % | 3 967 579  | 55,99 % |

## Conseqüències

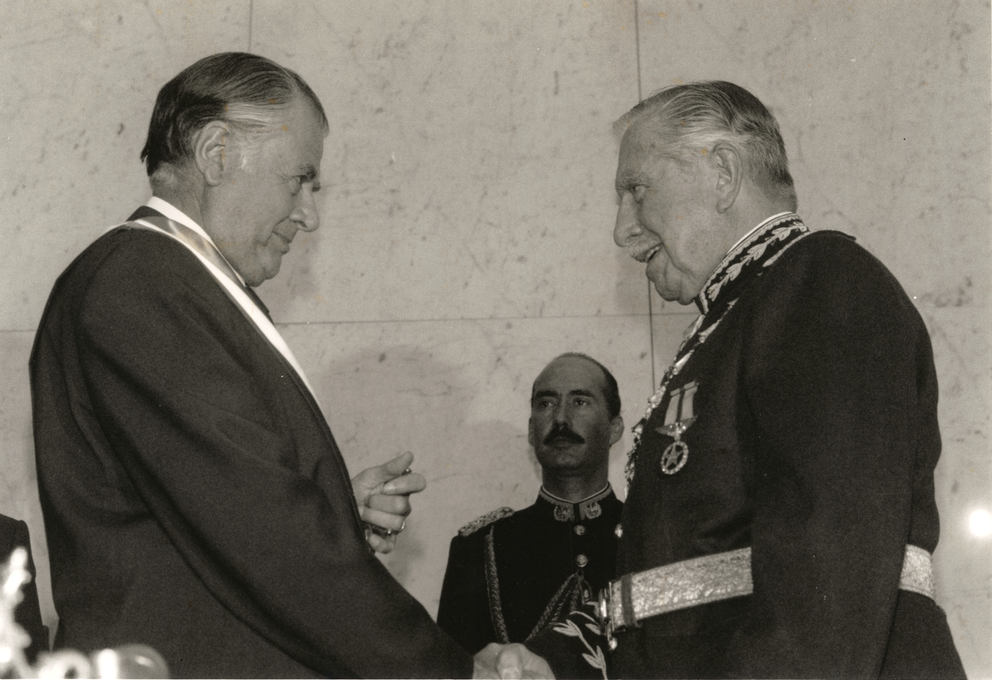
Augusto Pinochet traspassant la presidència a Patricio Aylwin, l'11 de març de 1990

El govern va reconèixer la seva derrota a les urnes i, d'acord amb la norma transitòria 29a de la Constitució, es va prorrogar d'ipso iure el període presidencial d'Augusto Pinochet per un any més, fins a l'11 de març de 1990, per als efectes de la convocatòria a eleccions democràtiques, de president i parlamentaris, a l'any següent.
Després del triomf del «No» en el plebiscit, la Concertació va propiciar una reforma constitucional, que permetés una «transició consensual cap a la democràcia» i superar el debat sobre la legitimitat de la Constitució, realitzant-la d'acord al mecanisme contingut en ella, que implicava, dins del període transitori, de ser ratificada en un plebiscit. En definitiva, després d'un acord entre govern i oposició, es va realitzar una reforma sotmesa a un plebiscit, que es va dur a terme el diumenge 30 de juliol de 1989.
Al desembre del mateix any es van realitzar les eleccions presidencials i parlamentàries, on va ser elegit com a president de Xile Patricio Aylwin, amb qui es va iniciar el període de la història de Xile conegut com a transició a la democràcia.